# Ruger Standard
Il Ruger Standard è una pistola semi-automatica introdotta nel 1949 dalla Sturm, Ruger & Co., ed è stata il membro fondatore di una linea di pistole a cartuccia lunga di piccola calibro camerate .22 Long Rifle, con la prima versione denominata MK I, con le sue evoluzioni successive MK II, MK III e MK IV. È commercializzata come una pistola dal basso costo calibro 22 a percussione anulare destinato per il tiro sportivo, al bersaglio, ricreativo e il plinking. Progettato dal fondatore dell'azienda William B. Ruger, il modello Standard e la sua progenie diventarono le pistole semiautomatiche calibro 22 più diffuse e di maggior successo mai prodotte.
La Ruger Standard (o MKI) è stata prodotta negli anni 1949-1981, la MK I Target prodotta negli anni 1950-1981, la MK II prodotta negli anni 1982-2005, ls Mark III prodotta negli anni 2004-2016 e la MK IV dal 2016 in poi.